# كحلة (القصيم)
كحلة مركز شمال منطقة القصيم وتابع لمحافظة البكيرية ومتوسط بين منطقة القصيم من جهة ومنطقة حائل من جهة.

## التاريخ
مركز كحلة بمنطقة القصيم من المراكز الحيوية التي تخدم شريحة كبيرة من المواطنين بكحلة وبالمراكز والهجر القريبة منها، وتبلغ مساحته حوالي 4000 كم مربع، ويقع شمال غرب منطقة القصيم. ويقع في حدود منطقة القصيم الشمالية الغربية مع منطقة حائل، ويحدها من الشمال المكحول والعظيم والصغوى وهي مراكز تابعة لمنطقة حائل.

## السكان
يبلغ عدد سكان كحلة 2.000 نسمة.

## الموقع الجغرافي
يقع مركز كحلة شمال منطقة القصيم ويبعد عن مدينة بريدة 145 كم، وعن محافظة البكيرية 124 كم.

## المناخ
مناخ صحراوي، حار جاف صيفًا، بارد مُمطر شتاءً، وتبلغ درجة الحرارة صيفًا 45°م، وفي الشتاء تصل إلى ما دون الصفر.